# Эдман, Арвид Фредерик
Арвид Фредерик Эдман (чув. Arvid Fredrik Ödmann; 18 октября 1850, Карлстад — 15 июля 1914, Стокгольм) — шведский оперный певец (тенор). Член Шведской музыкальной академии (с 1897). Придворный певец (1906).

## Биография
Вокалу учился у Ф. Арльберга, Ю. Гюнтера и И. Хальстрёма в Стокгольме. Брал уроки у Ж.- Ж. Массе.
В 1873 году дебютировал на сцене шведской Королевской оперы (Стокгольм) в «Волшебной флейте» Моцарта в роли Тамино; в 1875—1887 и 1899—1911 годах — ведущий солист этого театра; в 1887—1889 годах пел в Королевском театре Дании (Копенгаген).
Чистый, светлый, гибкий, почти колоратурный в верхнем регистре голос А. Эдмана, проникновенность и задушевность исполнения определили его успех: в лирических партиях французских и итальянских опер: Ромео, Фауст («Ромео и Джульетта» и «Фауст», оперы Гуно), Джеральд («Лакме» Делиба), «Отелло» и Альфредо («Травиата» Верди), Дона Хосе в «Кармен» Бизе и др.
Похоронен в Стокгольме на кладбище Норра бегравнингсплатсен.